# Liste des sketches des Inconnus
Cet article recense les sketches du groupe d'humoristes Les Inconnus durant leurs spectacles comiques. Pour les sketches lors de leurs émissions à la télévision, voir les articles La Télé des Inconnus et Ze Inconnus Story.

## Spectacles

### Au secours… Tout va bien!(1987)
Spectacle écrit et interprété par Didier Bourdon, Bernard Campan, Pascal Légitimus et Seymour Brussel, produit par Paul et Alexandre Lederman. Enregistré en public au Théâtre Fontaine en 1987.
1. La Jeunesse sondée ;
2. La ZUP ;
3. L'ANPE ;
4. Les Flics ;
5. L'Audition du Cid ;
6. Les Urgences ;
7. Les Feujs ;
8. Les Pétasses ;
9. Les Rockers.

### Au secours… Tout va mieux!(1990)
Spectacle écrit et interprété par Didier Bourdon, Bernard Campan et Pascal Légitimus, produit par Paul et Alexandre Lederman. Enregistré en public au Théâtre de Paris en 1990.
1. Les Grévistes ;
2. La Quête (des Inconnus) ;
3. Le Bistro (des Inconnus) ;
4. Perdu de recherche (des Inconnus) ;
5. Pétition Abel Chemoul ;
6. La ZUP ( « Manu tu descends ? »);
7. Le Ministre inconnu (Articulation) ;
8. Les Pétasses (satire des sorties des cagoles en discothèque dans les années 1980-1990) ;
9. La Bourse (des Inconnus) ;
10. L'Autre Bistro (des Inconnus) ;
11. Les Passants ;
12. L'Audition Le Cid (parodie de la tirade du Cid de Corneille : « Nous partîmes cinq cents ; mais par un prompt renfort Nous nous vîmes trois mille en arrivant au port ») ;
13. La Revue de presse (des Inconnus) ;
14. La Course à la voile ;
15. Les Téléphones ;
16. Made in Japan ;
17. Les Flics ;
18. Les Restaurants ;
19. La Révolution (parodie d'un spectacle fait par des enfants d'école primaire sur la Révolution française du 5 mai 1789)[1] ;
20. Les Publicités (des Inconnus) ;
21. Le Hit des hits (les chansons françaises) ;
22. Télémagouilles.

### Isabelle a les yeux bleus(1991)
Spectacle sous-titré « Le nouveau triomphe des stars du rire ». Écrit par Didier Bourdon, Pascal Légitimus et Bernard Campan. Réalisation par Massimo Manganaro et Jean-Paul Jaud, musique par Alain Granat (fondateur du site Jewpop). Enregistrement public au Théâtre de Paris en 1991.
1. Isabelle a les yeux bleus ;
2. Les grévistes ;
3. La Quête ;
4. Made in Japan ;
5. Perdu de recherche (des Inconnus) ;
6. Abel Chemoul (pétition pour Abel Chemoul, prisonnier politique « emprisonné dans les geôles fascistes ») ;
7. Les Restaurants ;
8. Le Ministre ;
9. Les Passants ;
10. La Course à la voile ;
11. Les Publicités ;
12. La Bourse ;
13. La Revue de presse (des Inconnus) ;
14. Le Hit des hits (les chansons françaises) ;
15. Question pour du pognon.

### Le Nouveau Spectacle(1993)
Spectacle écrit et interprété par Didier Bourdon, Bernard Campan et Pascal Légitimus, produit par Paul et Alexandre Lederman. Enregistré en public au Casino de Paris en 1993.
1. La Revue de presse ;
2. Les Publicitaires ;
3. Les Commerces (parodie de différents commerces) ;
4. Les Vigiles ;
5. Les Branleurs (auto-parodie en version masculine et marseillaise du classique sketch Les Pétasses)[1] ;
6. Rap-Tout, sur scène ;
7. Les Langages hermétiques (des Inconnus) ;
8. Les Gosses (parodie des cours de récréation) ;
9. Les Radios libres (des Inconnus) (florilège de parodies d'émissions de la bande FM, avec Super Pipa pour Super Nana, les radios : Radio libertaire, Tropiques FM, Radio Courtoisie, Europe 1, RTL, etc.) ;
10. Les Spectacles parisiens ;
11. Télémagouilles (parodie des jeux télévisés en général)[1].